# 西九藝術公園

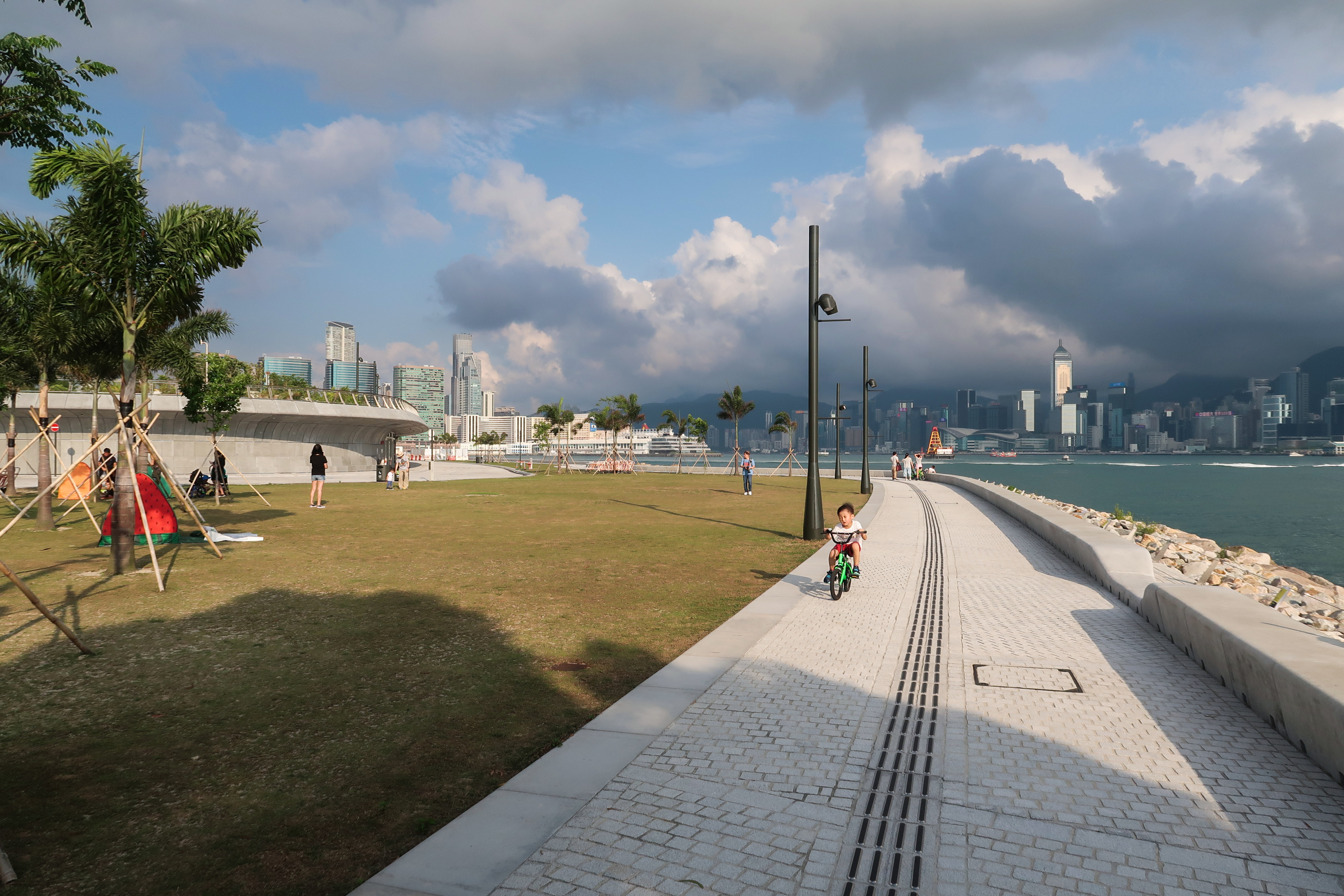
西九龍海濱長廊

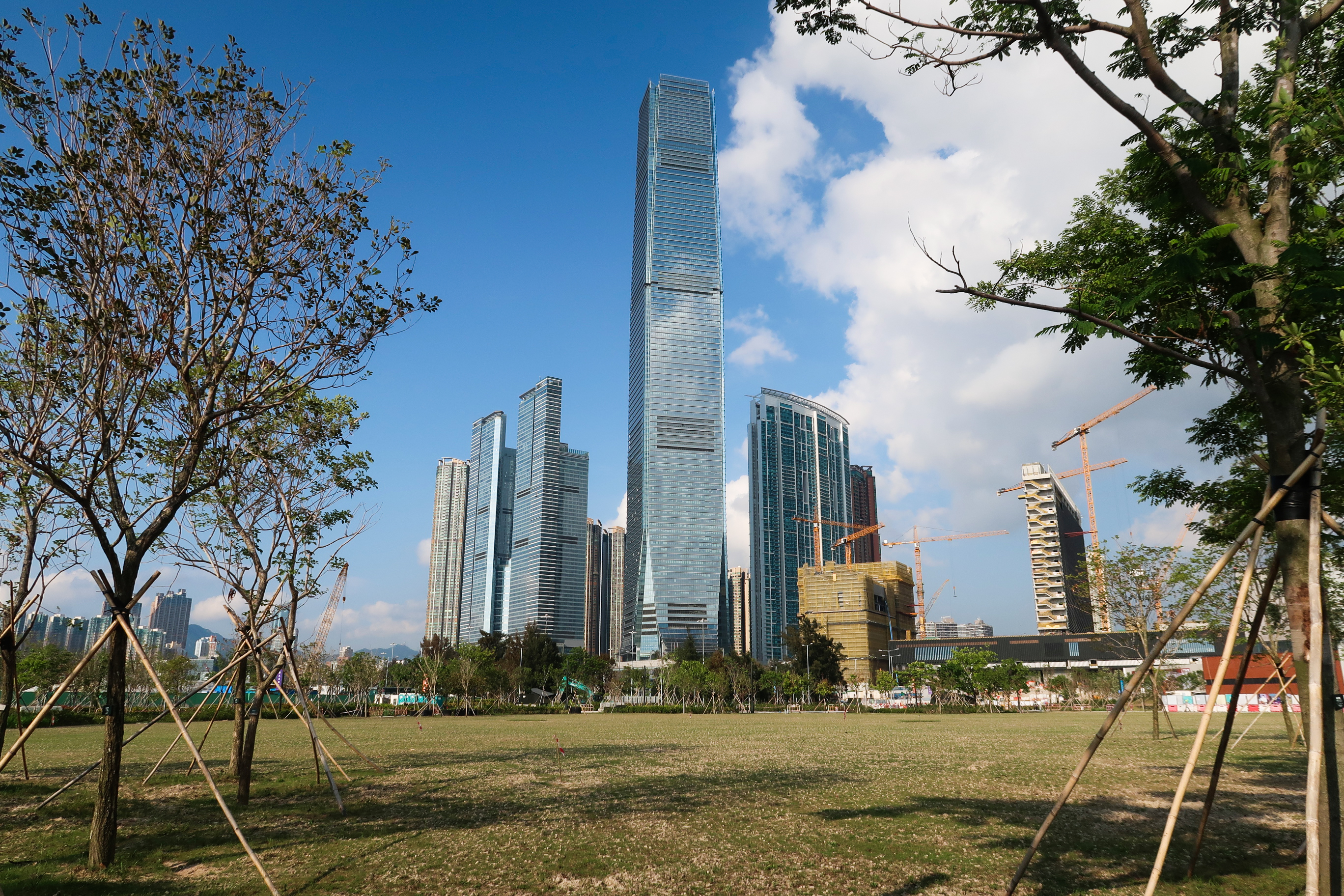
西九藝術公園內的大型草坪（旁邊是M+及演藝綜合劇場)

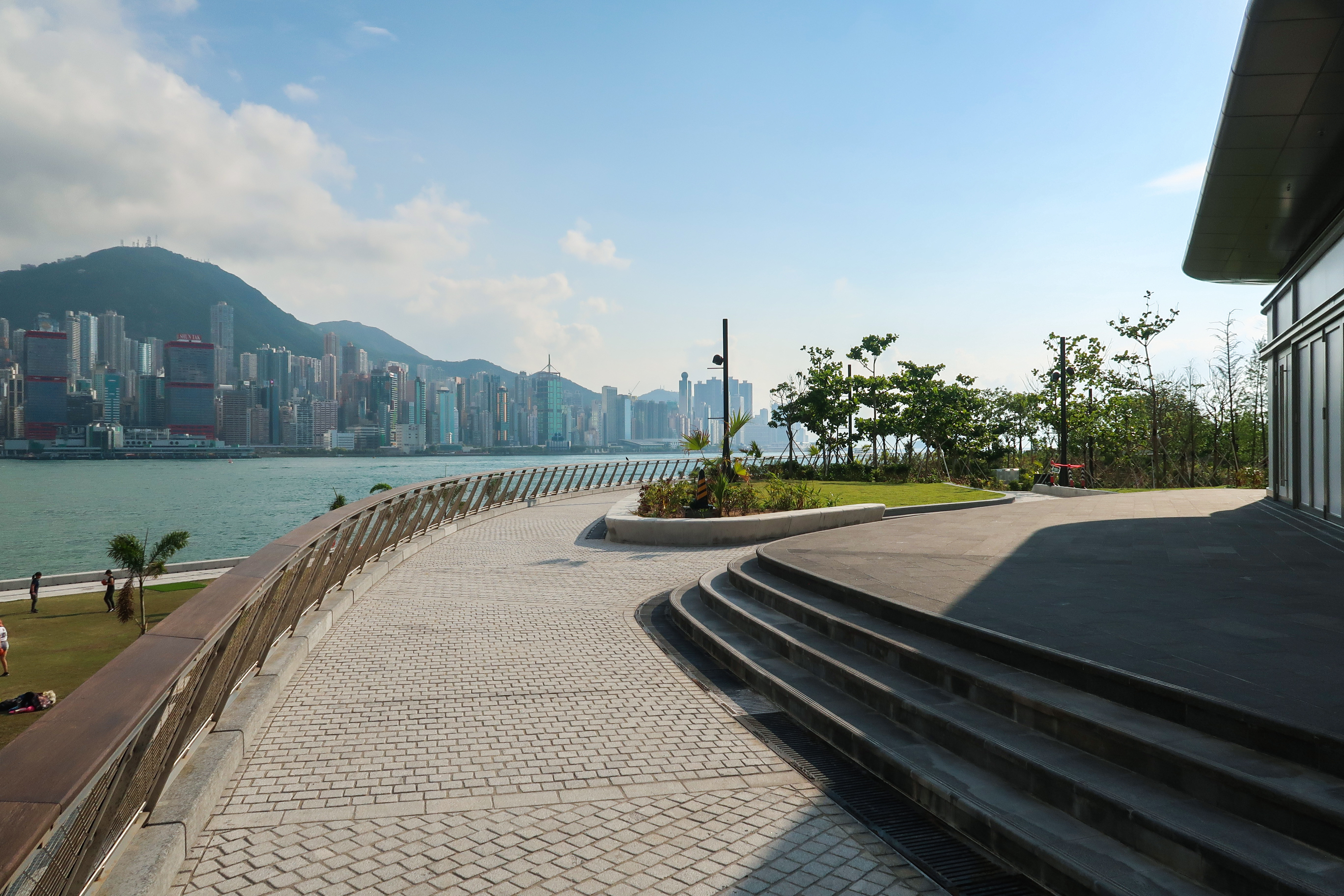
西九藝術公園內的觀景台

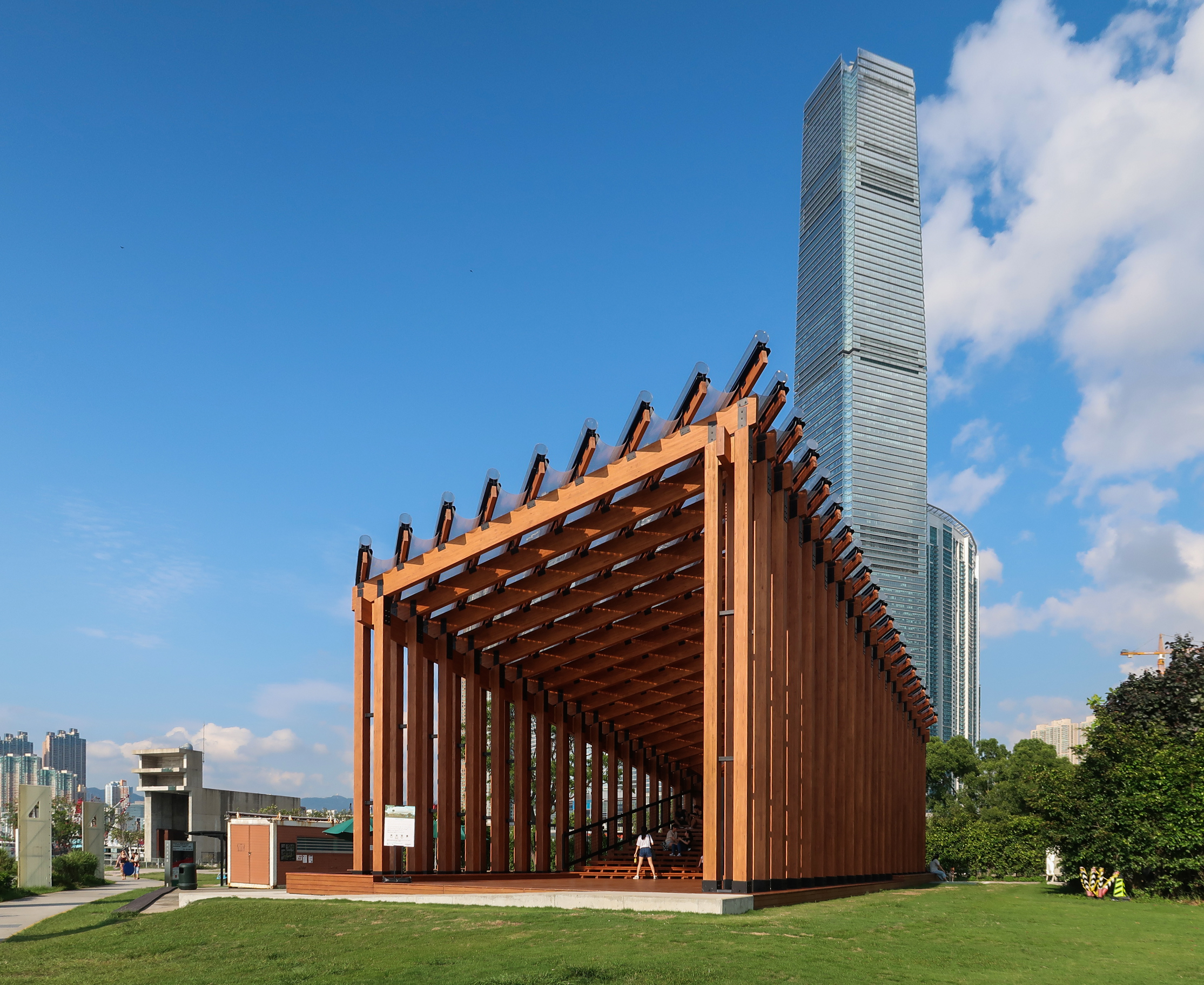
2019年2月28日開幕的「香港新晉建築及設計師比賽」展亭 (Competition Pavilion) 可作休憩之用，由新晉建築及設計師 New Office Works 設計

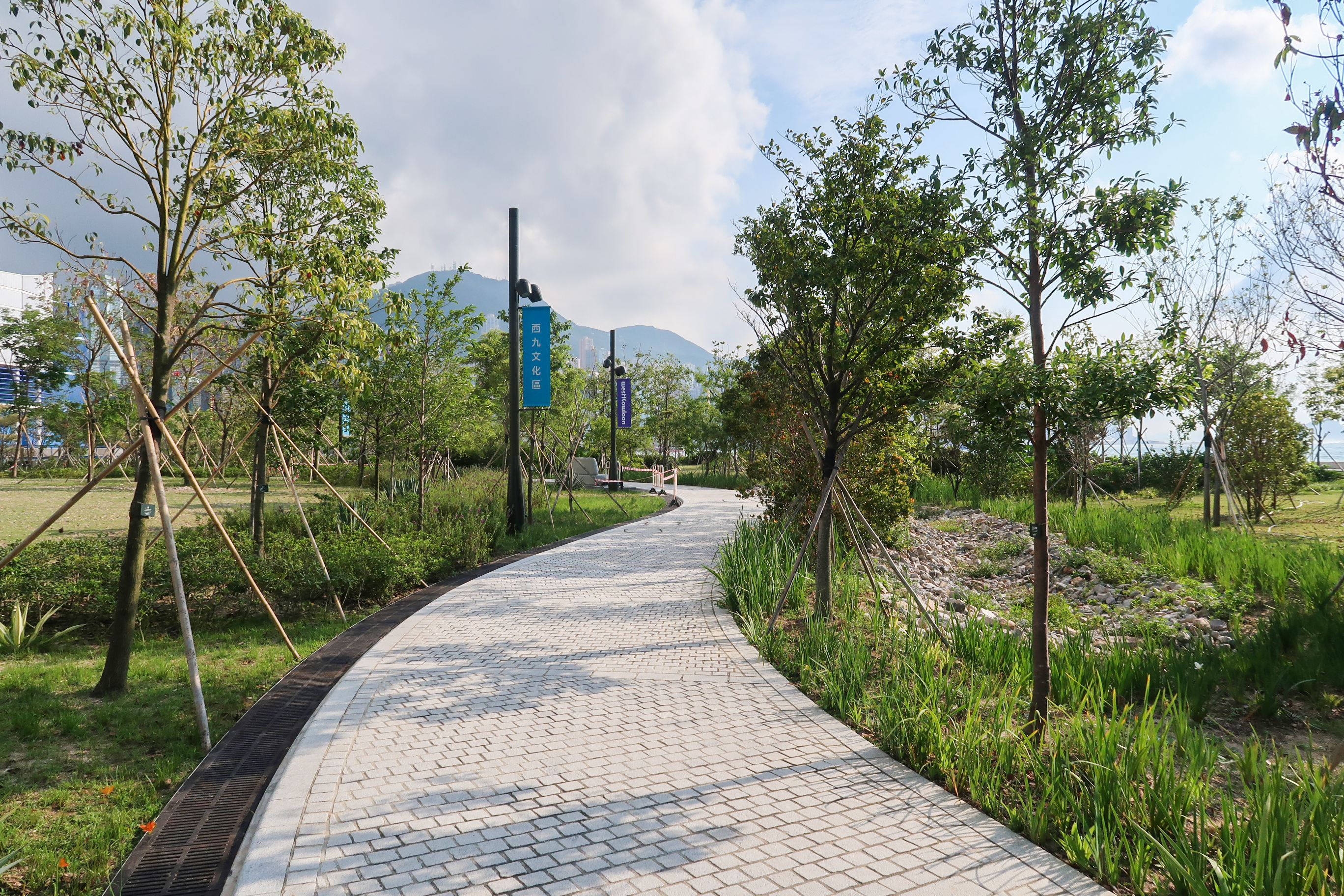
西九藝術公園內種植大量樹木

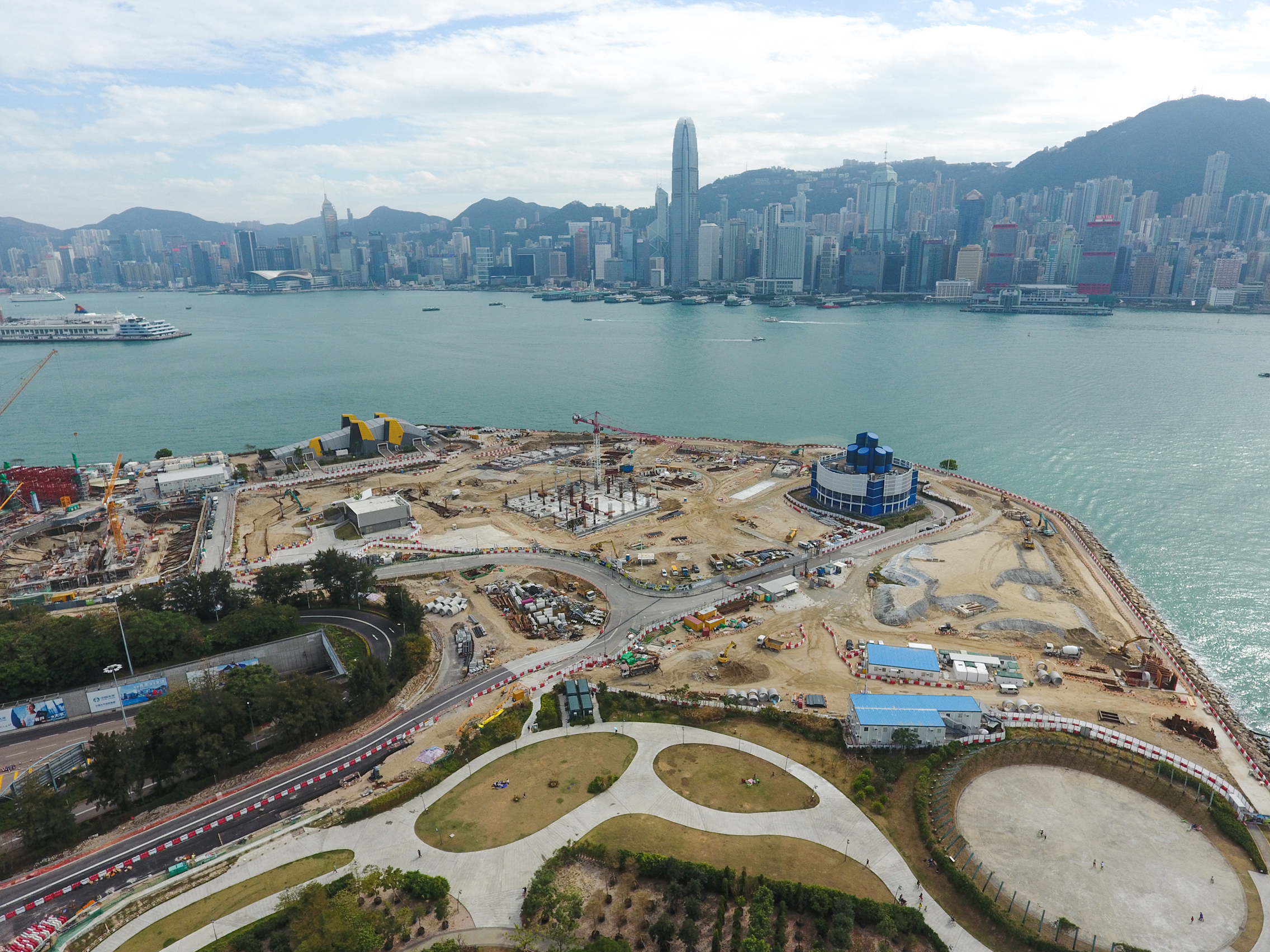
興建中的西九藝術公園地盤（2017年2月）

西九藝術公園（英語：West Kowloon Art Park）是香港一座海濱公園，位於九龍西九文化區西南部（前身為西九龍海濱長廊），佔地23公頃，工程於2016年7月啟動，部份公園及海濱長廊已於2017年12月起陸續對外開放，其餘部份亦已於2019年4月竣工。現時是香港面積第二大及九龍面積第一大的公共休憩場地，惟並非屬於康文署管理之下，而是由西九文化區管理局管理，不屬於一般市鎮公園之列。藝術公園的海濱長廊現長達兩公里，未來可以接駁到尖沙咀廣東道，預計2027年初前完工。

## 願景
- 「締造令香港引以為傲的優質綠化戶外空間。」

## 使命
- 「成為啟發、推動和鼓勵文化活動的海濱公園。」

## 設計
藝術公園的設計概念是建基於西九文化區「城市中的公園」之主題，至2013年，監察西九文化區計劃推行情況聯合小組委員會提議將西九公園當中的園境設計簡約化，理由為西九文化區之用地為填海得來，某些品種的樹木未必適合在該處栽種，加上西九公園位處多風且無屏蔽地帶，日後的園林護理成本將相當高昂，因此於2014年公布中的設計方案，刪除了種植5,000棟樹木之原設計，更改為大型草坪。
公園由劉榮廣伍振民建築師事務所（香港）有限公司帶領園境師West 8（荷蘭）及傲林國際（ACLA）（香港）所組成的團隊負責進行概念設計。各場館以至海濱長廊均由一條（暫定名稱）文化大道（Cultural Boulevard）串連，並且與貫穿西九文化區心臟地帶的林蔭大道連接。
藝術公園分六期設計。
第一期：西九文化區入口及香港故宮文化博物館（已完工）
第二期：自由空間及大型草坪（户外演唱會主要場地）
第三期：海旁食肆及海旁草坪
第四期：公園辦公室及M+（已完工）
第五期：演藝場館及藝術廣場（目標2025年初完工）
第六期：小型表演劇場（目標2027年初完工）及戲曲中心（已完工）
2027年初所有工程完工後，西九藝術公園海濱長廊可以直達尖沙咀廣東道港威大廈。

## 設施
藝術公園為戶外音樂、舞蹈、劇場表演、藝術展覽以及其他文化活動提供演出場地。
- 藝術展亭（Arts Pavilion，前名為M+展亭 M+ Pavilion）：位於西九藝術公園東北部的高地上，從該處可以欣賞維多利亞港海景，鄰近M+及藝術廣場。
- 自由空間：坐落於公園的中央位置，內設最多可容納900人的黑盒劇場（Black Box），於2019年6月14日開幕。地下大堂左則設有一間餐廳。
- 草坪：
  - 中型草坪：位於西九藝術公園南部，鄰近海邊，能夠最多容納5,000人的站位。
  - 大草坪：位於西九藝術公園西面，為多用途活動場地，包括舉辦戶外節目、古典音樂及流行音樂會，能夠容納逾10,000人的站位。
- 海濱長廊：採用雙層設計，能夠從多角度飽覽維多利亞港的景色，地面設有數間餐廳，平台上亦設一間餐廳。
- 海濱活動廣場
- 單車徑：可以通往西九藝術公園各處[3]。
- 「香港新晉建築及設計師比賽」展亭 (Competition Pavilion)：由香港新晉建築及設計師 New Office Works 設計，在2019年2月28日開幕[4]。
- 康樂、休憩及其他公共設施
  - SmartBike自助單車租賃服務系統
- 零售及餐飲設施（法國菜餐廳Pano，新派中菜FAM囍公館，侘寂珈琲・喫茶，HOOMAN By The Sea，港灣小館和咖啡店「唞唞」）
- 美食車
  - 在美食車先導計劃時期，全香港16輛美食車逢五、六、日及公眾假期進駐西九藝術公園、每天最多容納6輛美食車。
  - 直至2021年6月，全香港只餘6輛美食車。先導計劃推行近五年後，西九文化區管理局發言人公布，與有關政府部門磋商得出，同意只要美食車符合政府部門的相關牌照規定，便可於2022年6月1日後改為在西九文化區藝術公園的內指定的固定位置繼續營運，而管理局已與六架美食車的營運者簽約。
  - 現時美食車停泊位置分別為藝術公園正門附近的人造草地（三架），近M+博物館位置（一架），香港故宮文化博物館近海濱長廊位置（一架）及西九文化區西閘門口（一架）。
- 水上的士
  - 水上的士正在研究在西九藝術公園海濱長廊藝術廣場位置加置一個站、待圓方商場至藝術廣場完工後。及藝術廣場水上的士碼頭完工後。會研究加置一個站的可行性、希望在2025年初啟用。
- 船隻靠泊設施

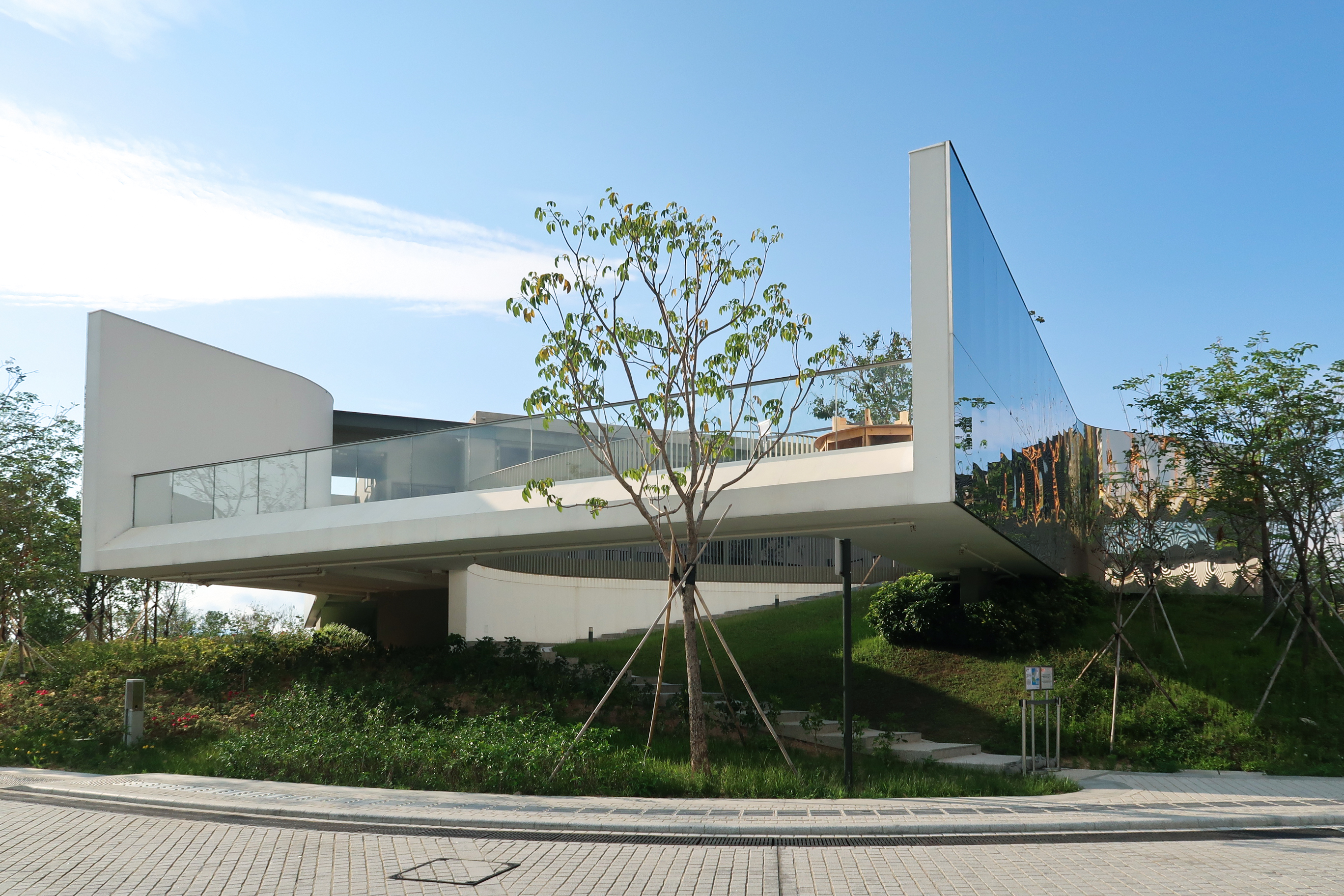
藝術展亭
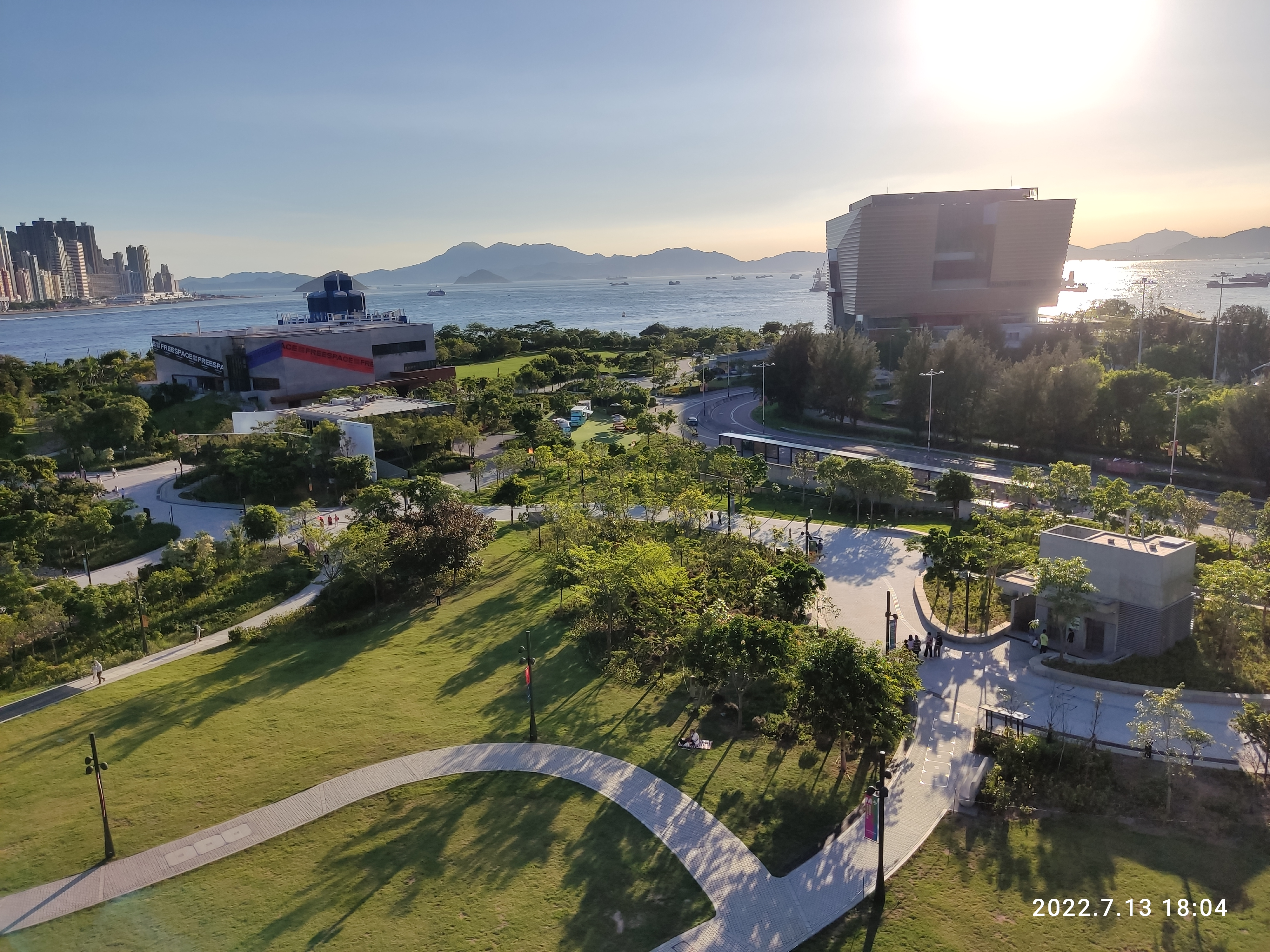
自由空間（左）和香港故宮文化博物館（右）
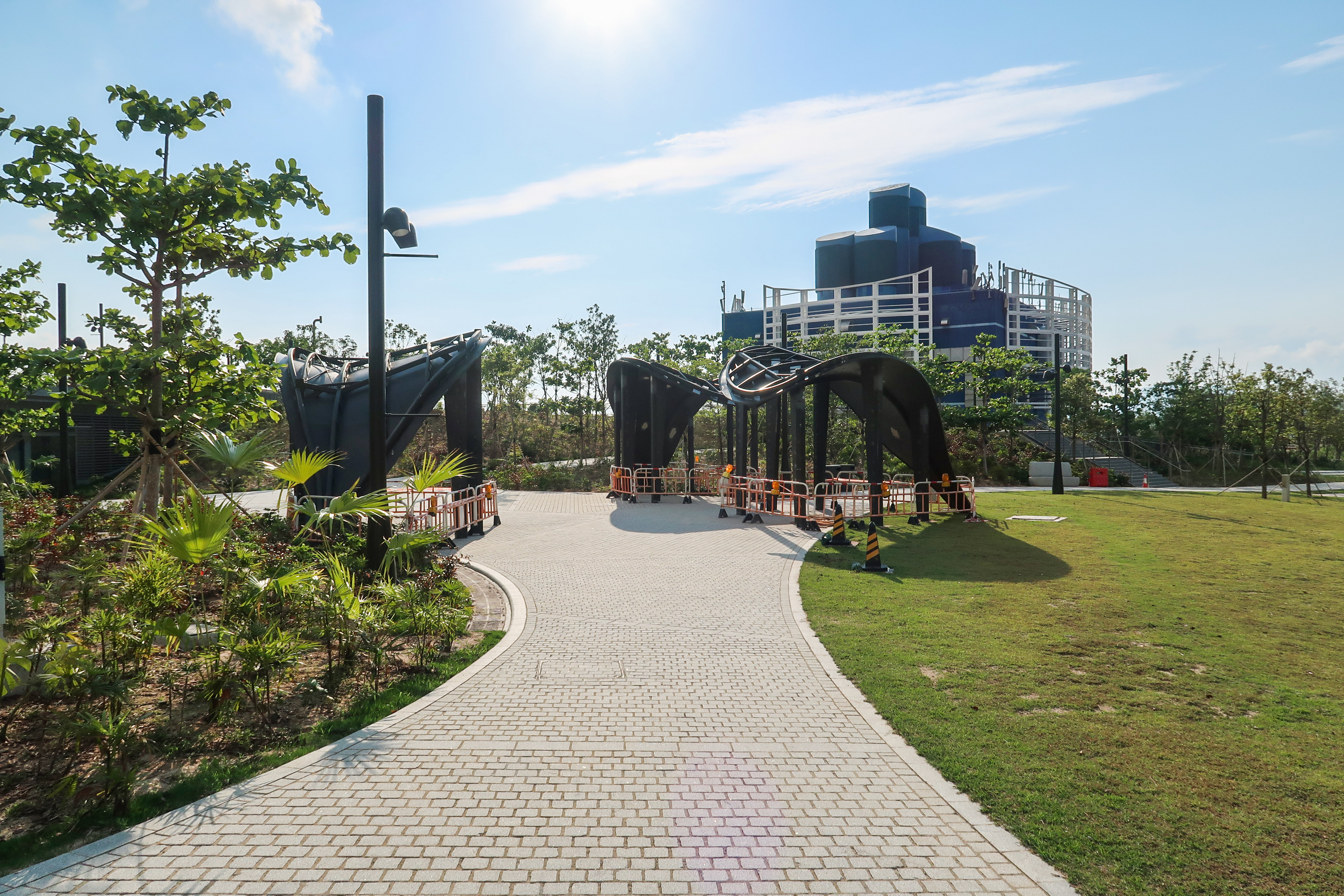
涼亭
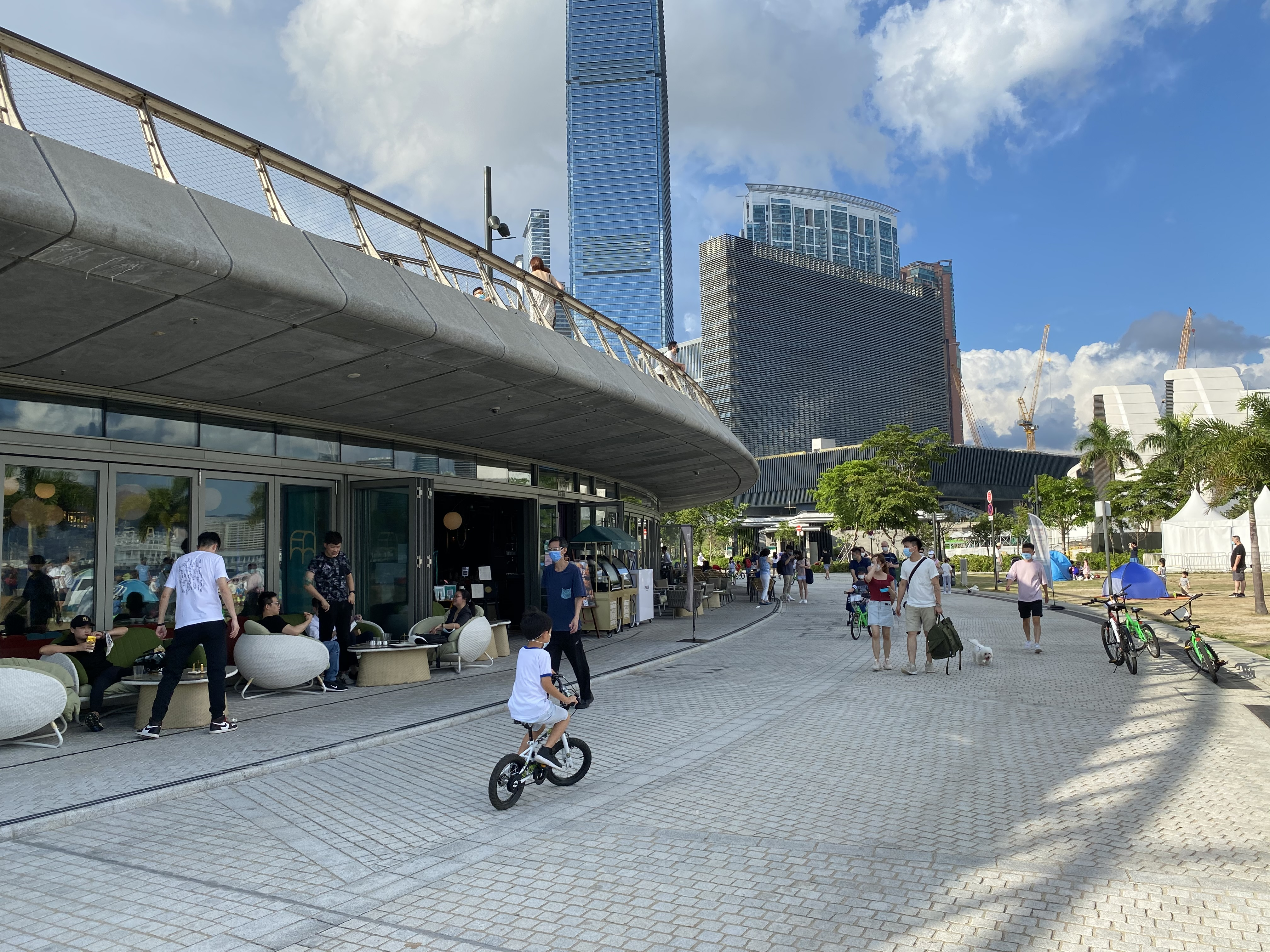
餐廳
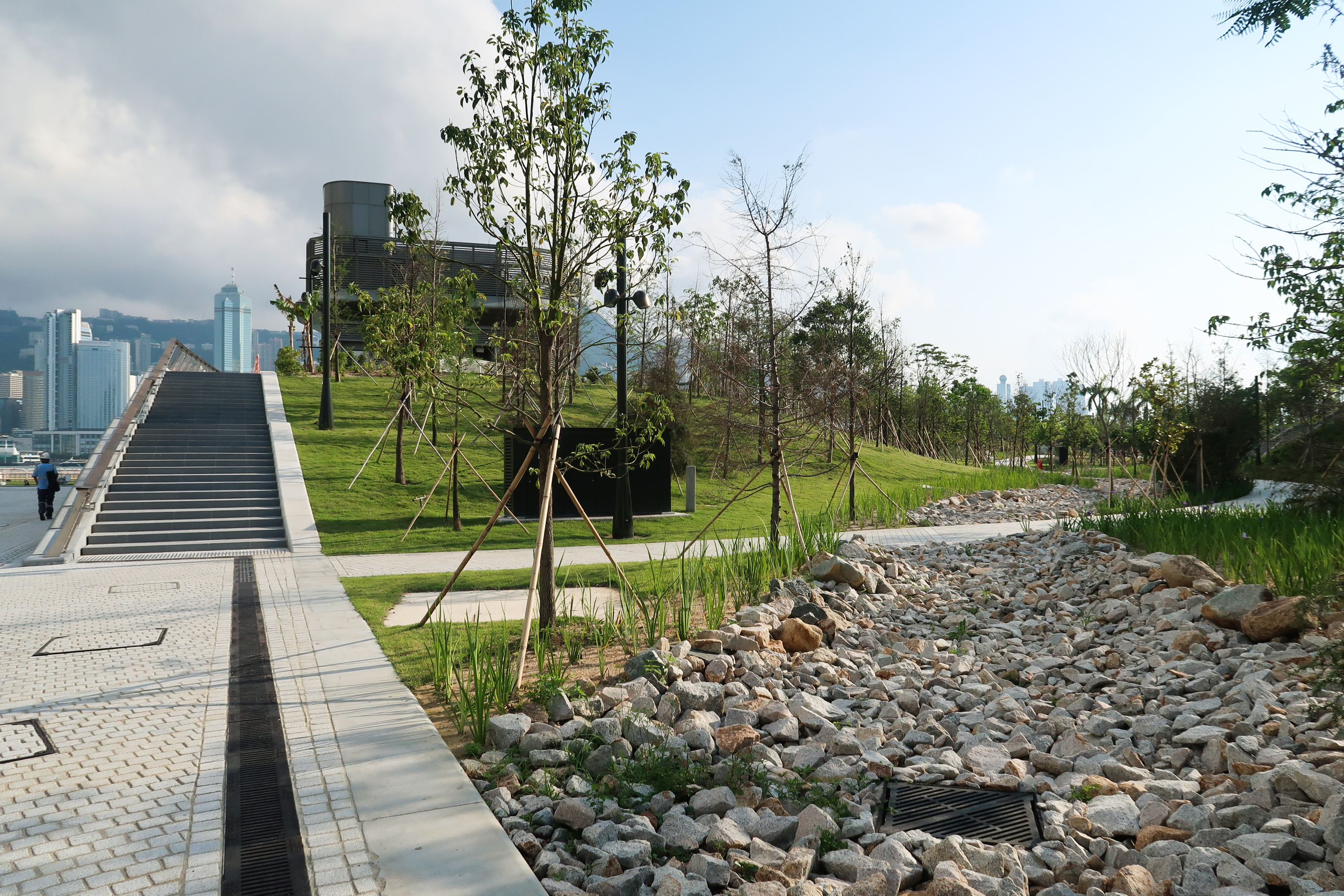
往觀景台的樓梯
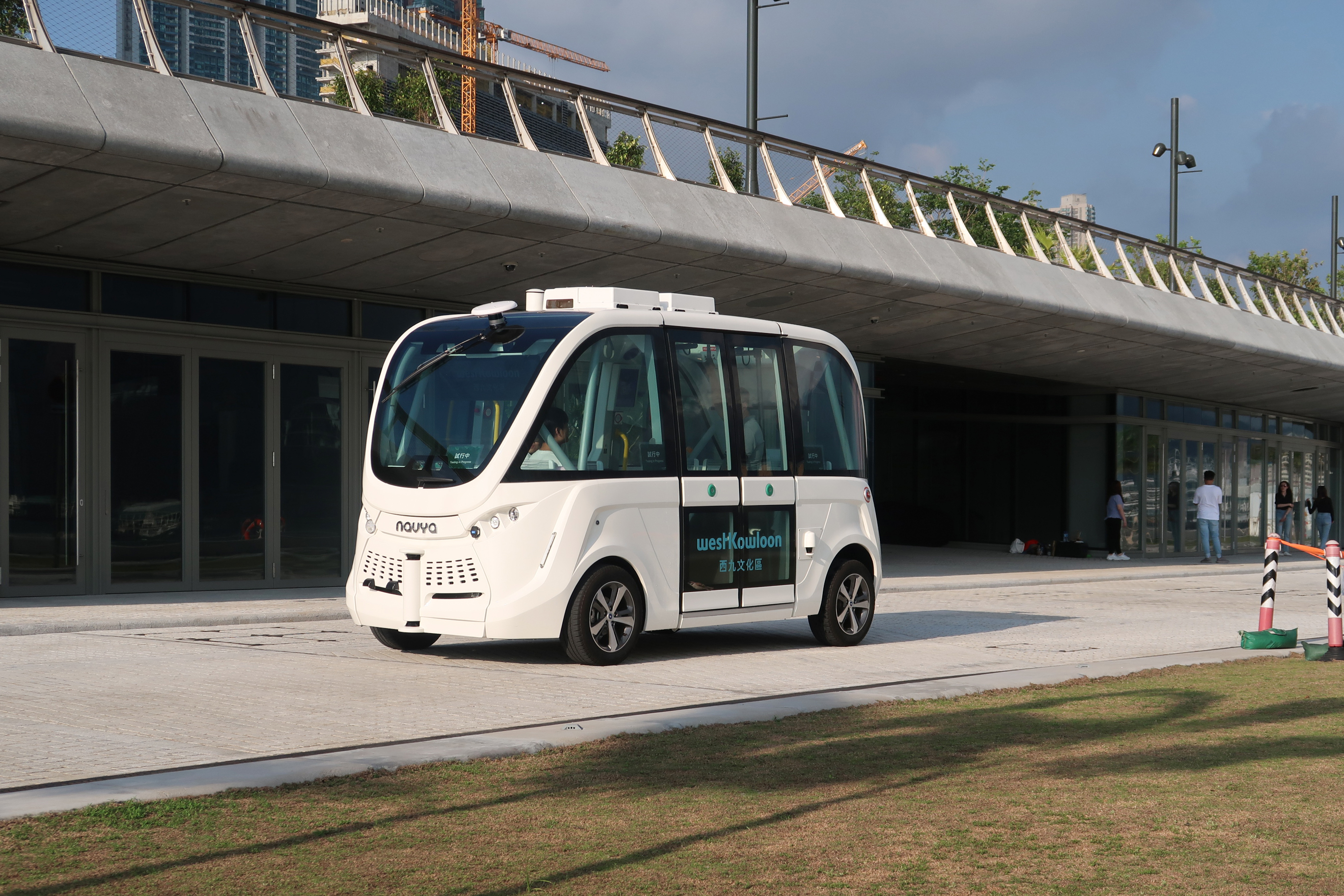
電動智能自動車

## 管理附例
為了既鼓勵公眾在共享空間內進行各式各樣的活動，又尊重和平衡不同使用者的需要。西九文化區管理局委託香港大學文化政策研究中心總監許焯權教授及獨立研究機構「政策二十一」於2014年5月9日至6月29日舉辦「西九公園，人人共享──如何管理將來的西九公園」公眾意見調查，透過網上問卷、7場專題小組論壇及分析從自由野及大角咀廟會兩個活動中所收集得來的意見進行，祈求就如何以創新模式營運和管理西九公園以符合公眾期望，收集公眾的意見和想法。同年8月12日，西九文化區管理局匯報初步調查結果，共接收3,302份問卷，發現公眾普遍期管理模式偏向彈性。
有別於香港一般公共公園及花園，藝術公園直接由西九文化區管理局管理，而非康樂及文化事務署。西九文化區管理局委任了顧問探討英國、加拿大及澳大利亞等與香港同樣實施普通法的國家之公園附例，並且參考了香港海洋公園及香港迪士尼樂園附例。
初步建議以康樂及文化事務署的模式管理藝術公園，以《西九文化區（公眾休憩用地）附例》禁止放風箏、熱氣球及模型飛機等可能為公眾帶來危險的行為，詳情於2015年年初提交予立法會審議。唯最後2016年5月22日所議決的條例比康文署公園更嚴格。包括舉行活動要預先獲局方書面批准，禁止「派發或張貼任何招貼、標語牌或告示」，局方更有權用武力「移走」使用者。藝術家批評有關條例阻礙文化發展，與西九當年「人人共享」的目的背道而馳。

## 歷史

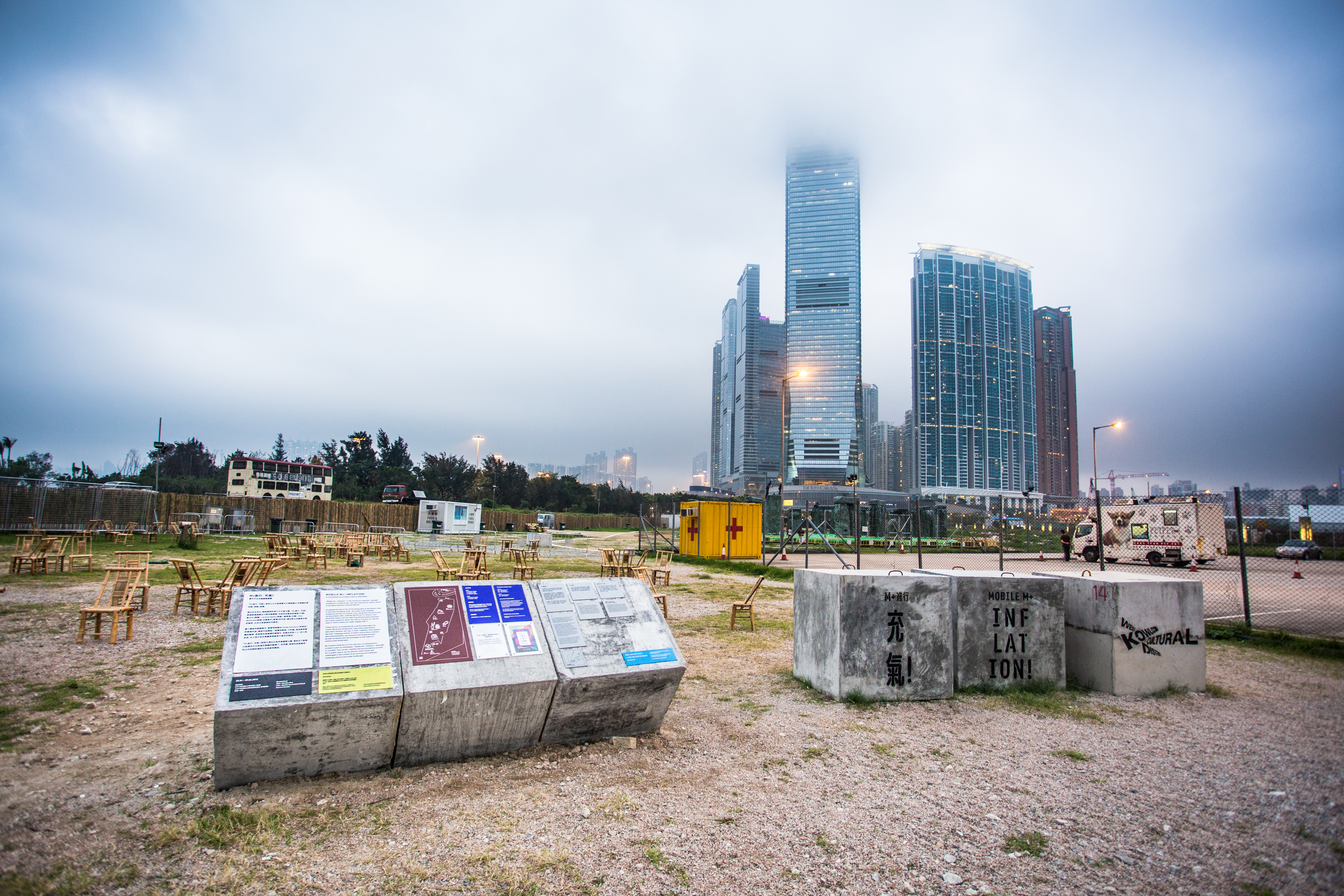
M+進行：充氣！當代戶外雕塑展覽

為了未來西九文化區內的主要場地的落成作好準備，並且鼓勵公眾參與藝術活動，西九文化區管理局於2012年10月接收西九龍海濱長廊後，至2014年在未動工的西九公園選址多次舉辦大型公眾活動及節日慶典，包括西九大戲棚、M+進行：充氣！、Clockenflap 香港音樂及藝術節、BloHK Party 及香港最大型戶外藝術節之一的自由野，合共逾30次活動，至2014年7月吸引逾66萬名訪客參與。2014年4月，西九文化區管理局亦在此處引入香港首個自助單車租賃服務系統──悠遊西九。　
2014年2月，西九文化區管理局諉托劉榮廣伍振民建築師事務所、園境師 West 8（荷蘭）及傲林國際（ACLA）（香港）支援的設計團隊，負責西九公園的設計及管理建造工程。同年7月22日，西九文化區管理局連同設計團隊公布西九公園的設計概念，以確定多個位於西九公園內的文化藝術場地的位置。團隊表示，西九公園將為公眾提供一隅寧謐的空間，在市中心開創全新的綠化帶。西九文化區管理局行政總裁連納智則期望，西九公園可以為香港締造一個以文化藝術為核心、充滿活力及富啟發性的公共空間。
2021年12月31日晚上十時正至2022年1月1日凌晨1時左右，旅發局和西九文化區合辦香港跨年倒數演唱會，預計西九文化區可以容纳三千歌迷。門票以打2針新冠疫苗抽獎形式派發。预計開支一千七百萬港元左右。邀請表演嘉賓有MIRROR、許廷鏗、江海迦、鄭欣宜、馮允謙、李倖倪及香港管弦樂團。香港電視娛樂該晚現場播放盛事。

## 承辦商營運公園日常運作
- 佳定集團（承辦商）（2019年開始為公園服務）負責園內服務大使、工程、園藝、保安、清潔等服務。

## 交通
- 小巴：在柯士甸站乘搭CX1；另以下路線每天指定班次繞經博物館道：九龍站乘搭74S、74；尖東站乘搭77M；或土瓜灣站乘搭26
- 巴士：九龍巴士296D線、九龍巴士W4線或城巴973線M+或香港故宮文化博物館分站；亦可選擇途經西區海底隧道出入口往港島方向之日间路线；203E、11、8號巴士可於雅翔道站落車；215X，281A於柯士甸道西落車
- 的士：佐敦站A出口乘坐的士，車费約30-40港元。
- 步行：從圓方商場沿天橋行可到達M+藝術廣場G/F平台位置

## 鄰近
- M+
- 香港故宮文化博物館
- 演藝綜合劇場

## 外部連結
- 西九藝術公園官方影片（页面存档备份，存于）
- 西九公園 人人共享 ─ 「如何管理將來的西九公園」公眾意見調查（页面存档备份，存于）
- 西九公園（页面存档备份，存于） 無線新聞 《時事多面睇》 2014年11月7日